# Poliestética
Poliestética o Educación poliestésica (del griego antiguo πολυ (poli) para muy y αἴσθησις (aísthēsis) percepción) es un concepto de educación artística que surgió en Hamburgo durante el movimiento de 1968 en el siglo XX.

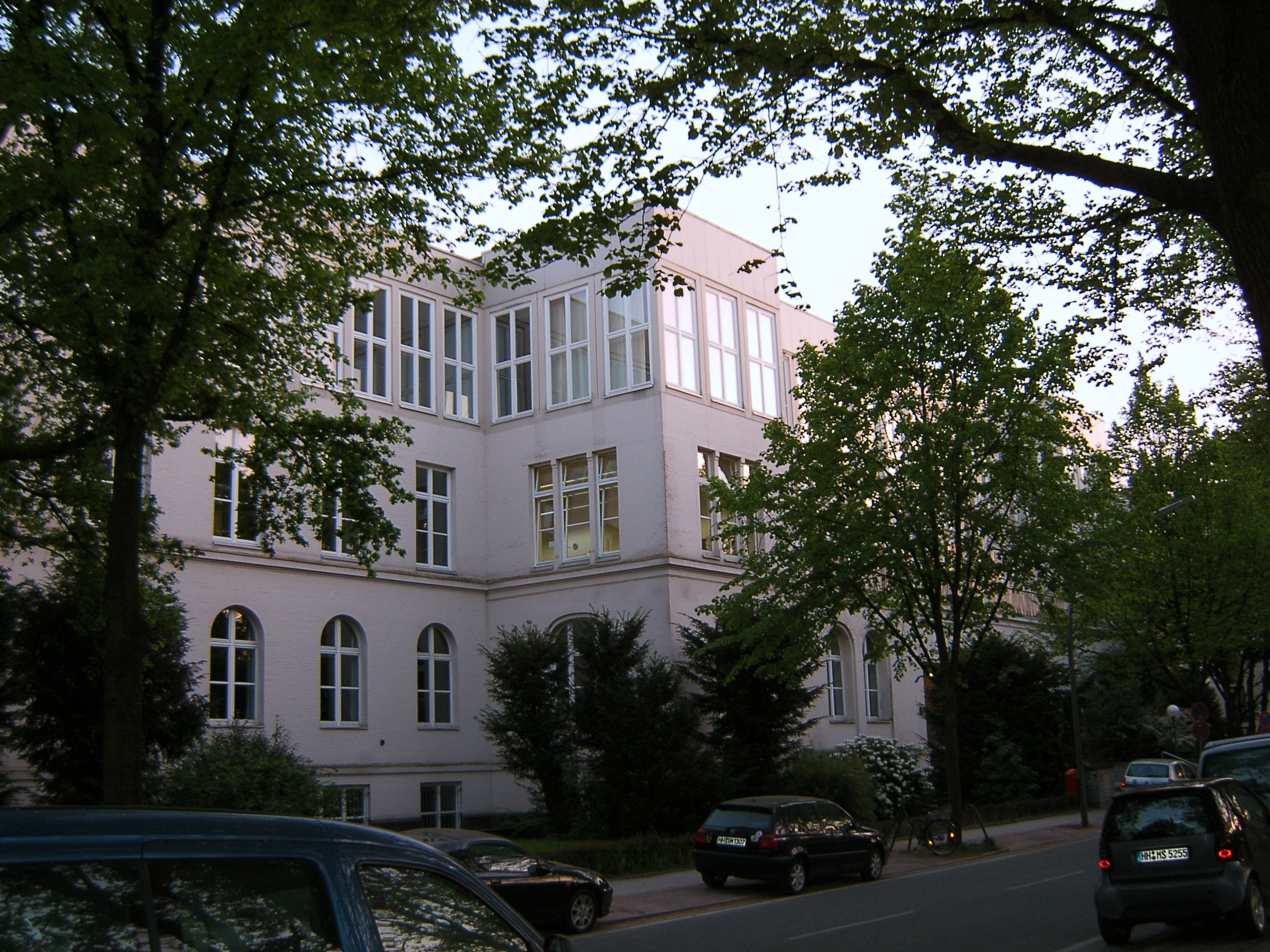
Fachhochschule für Gestaltung, Hamburgo, 1970

## Concepto
En la historia de las ideas, el término poliestética deriva de Natias Neutert, quien en 1970 el decano Hans Weckerle nombró profesor en la Fachhochschule für Gestaltung (Universidad de Ciencias Aplicadas de Hamburgo) en Hamburgo. La conferencia inaugural pidió el establecimiento de un nuevo tema de educación artística que trascienda los límites de las concepciones estéticas anteriores.
Mientras que los "elementos básicos" de la educación artística de Neutert se describen en forma de ensayo como un "juego libre de ideas", al educador artístico Wolfgang Roscher y sus colegas se les atribuye el mérito de desarrollarlos hasta convertirlos en un concepto pragmático de una estética multimedia de la educación artística.

## Agencia
Los seis campos de práctica y aprendizaje inspirados en las ideas neomarxistas de producción, reproducción, demostración, reflexión, consumo y recepción de Herbert Marcuse, en los que Roscher y sus colegas basan la práctica poliestética, han demostrado ser particularmente útiles en este campo. de la llamada 'educación musical'.
El enfoque de Neutert para trascender los límites de la estética tradicional, inspirado en sus actividades de investigación en la primera Internationale Walter Benjamin Gesellschaft, que él fundó, se basa en el concepto de un juego improvisado y abierto que no se rige estrictamente por reglas, pero debería ejercitar y agudizar nuestro sentido de posibilidad en relación con la cruda realidad; según su fórmula frecuentemente citada: Spielen erzeugt eine eigene Wirklichkeit: die der Möglichkeiten (El juego crea su propia realidad: la de las posibilidades)
Esta fórmula, citada sobre todo en el sector cultural y utilizada como lema de proyectos, fue estrechamente relacionado con el "Imperativo ético" de Heinz von Foerster en la Universidad Internacional Karlshochschule con motivo de su charla sobre teoría cultural "Aprender a través del juego".
La interacción entre el imperativo ético de Heinz von Foerster y la fórmula de Natias Neutert subraya la importancia de una apertura lúdica a nuevas ideas, perspectivas y soluciones para ampliar la diversidad de opciones y posibilidades de acción en el sentido de la condición humana plenamente desarrollada. 

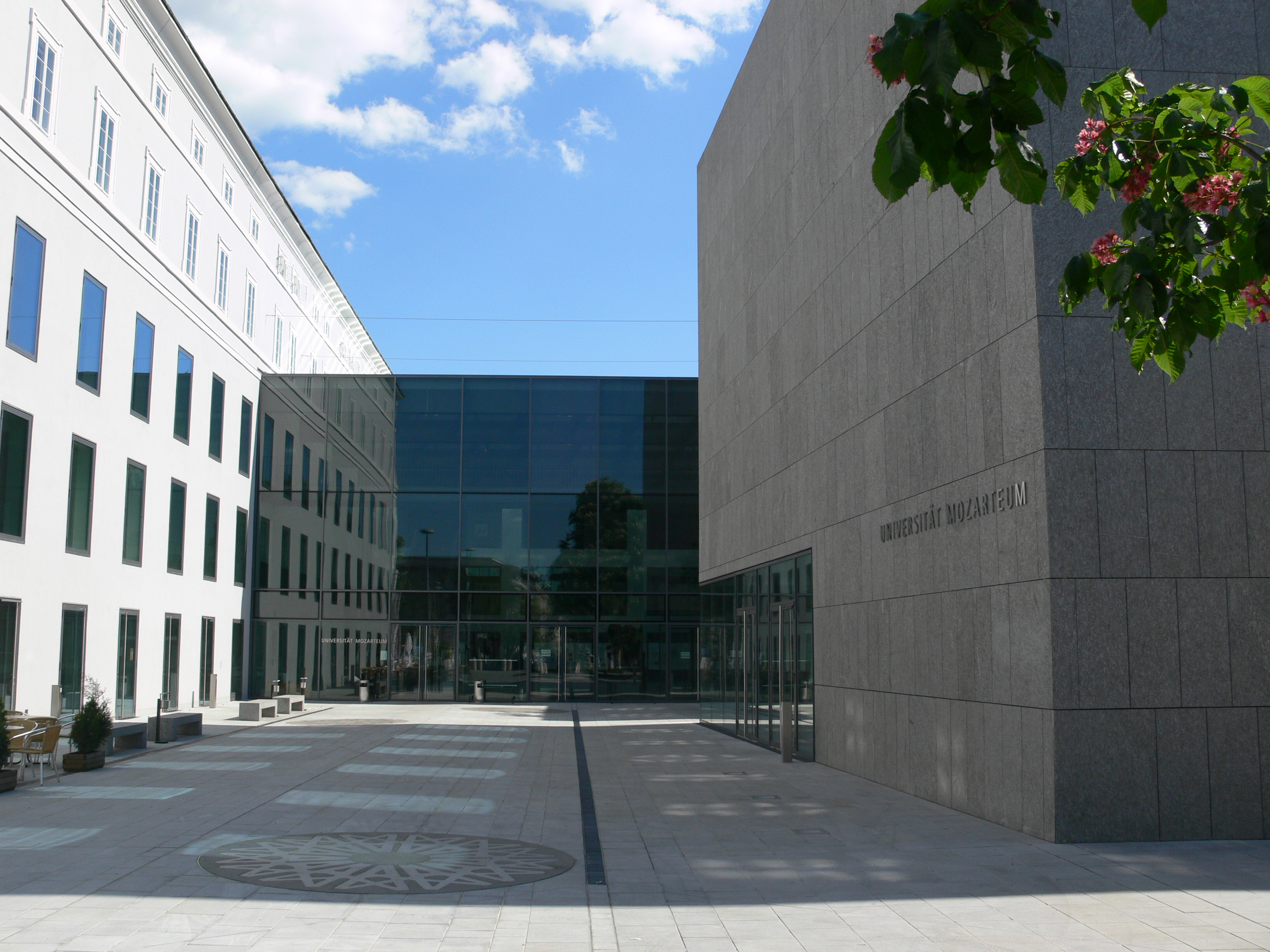
Salzburg Mozarteum 2008

Recientemente, el centro europeo de educación poliestética más importante es la Universidad Mozarteum de Salzburgo, como lo demuestran los congresos interculturales que allí se celebran periódicamente. Actúan como estímulo para otras instituciones. Como rama escolar, Polyaesthetics se centra en las cuatro áreas de expresión y diseño: teatro, danza, educación visual y música. La educación poliestética ha demostrado ser útil para la inclusión de personas discapacitadas, por ejemplo los ciegos

## Literatura
- Natias Neutert: Bausteine für eine polyästhetische Erziehung. Ed. by Hans Weckerle, Fachhochschule für Gestaltung, Verlag Einsteins Erben, Hamburg 1971.

- Wolfgang Roscher et al.: Polyästhetische Erziehung. Klänge, Texte, Bilder, Szenen. Theorien und Modelle zur pädagogischen Praxis. Köln, 1976. ISBN 3-7701-0844-2

- Erika Funk-Hennigs:  Musische Bildung – Polyästhetische Erziehung. Eine historisch vergleichende Studie über zwei musikdidaktische Ansätze des 20. Jahrhunderts, in: Musikpädagogische Forschung Band 1 Einzeluntersuchungen. Ed. by Arbeitskreis Musikpädagogische Forschung e. V. durch Klaus-E. Behne, Laaber Verlag, Lilienthal bei Bremen, 1980.

- Sabrina Tiedtke: Polyästhetische Erziehung mit Jugendlichen als Grundlage zur Auseinandersetzung mit der Welt. Diplomarbeit, 2002.

- Michaela Schwarzbauer/Gerhard Hofbauer (Ed.): Polyästhetik im 21. Jahrhundert. Chancen und Grenzen ästhetischer Erziehung. Tagungsband des 24. Polyaisthesis-Symposions auf Schloss Goldegg 2008. Reihe Polyästhetik und Bildung. Lang, Frankfurt u. a. 2007, ISBN 978-3-631-56806-4.